# Seven Minutes in the Warsaw Ghetto
Pour plus de détails, voir Fiche technique et Distribution.
Seven Minutes in the Warsaw Ghetto est un court métrage danois réalisé par Johan Oettinger, et produit par Ellen Riis.
Il a reçu la mention spéciale lors du festival d'Annecy 2012.

## Synopsis
Le film suit la vie d'un petit garçon et de ses activités dans le ghetto de Varsovie pendant la Shoah. Inspiré d'un fait réel.

## Fiche technique
- Titre : Seven Minutes in the Warsaw Ghetto
- Réalisation : Johan Oettinger
- Scénario : Richard Raskin
- Producteur : Ellen Riis
- Sociétés de production : Basmati Film, WiredFly
- Distribution : The Danish Film Institute, The Animation Workshop
- Musique : Emil Kastrup Brahe
- Montage : Johan Oettinger
- Décors : Emil Kastrup Brahe, Anders Bøge Henriksen et Johan Oettinger
- Costumes : Ann Juel Nielsen
- Studio : Basmati Film et WiredFly
- Pays d'origine : Danemark
- Durée : 7 minutes et 42 secondes
- Date de sortie : 26 avril 2012

## Distribution
- Vibe Lilmoës : garçon
- Ene Øster Bendtsen : mère
- Sanne Løwe : grand-mère
- Jonas Bregnhøj Nielsen : soldat 1
- Jonas Bjarnøe Jensen : soldat 2
- Anton Meineche Falk
- Barbara Hasselager
- Hjalte Aarestrup Brahe
- Lars Bonde